# 笠間祐一郎
笠間 祐一郎（かさま ゆういちろう、1917年12月1日 - 2011年5月30日）は、日本の経営者。三井東圧化学(現在の三井化学)社長を務めた。

## 来歴・人物
福岡県出身。1940年に東京帝国大学経済学部経済学科を卒業し、同年に三井鉱山に入社。1941年5月に三井化学に転じ、1970年11月に三井東圧化学取締役に就任し、1974年11月に常務、1977年4月に専務、199年6月に副社長を経て、1981年6月には社長に就任。1985年6月に会長に就任し、1993年6月には相談役に就任し、三井化学でも務めた。
1968年4月に勲二等旭日重光章を受章。
2011年5月30日に老衰のために死去。93歳没。